# Studentenwerk Dresden

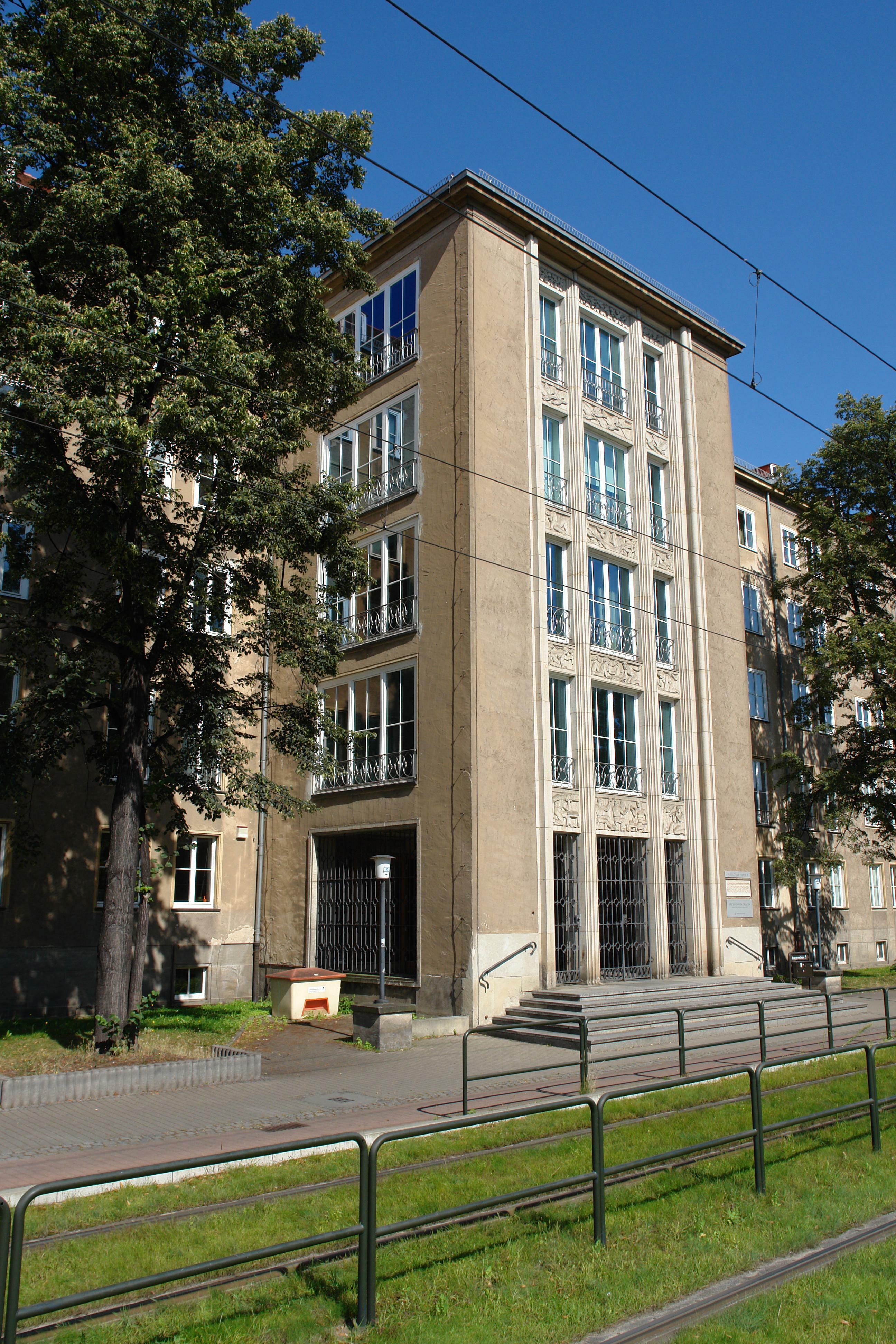
Verwaltungsgebäude

Das Studentenwerk Dresden ist das für neun Hochschulen in Dresden, Zittau und Görlitz zuständige Studentenwerk. Es ist eine Anstalt des öffentlichen Rechts mit Sitz in Dresden und Außenstellen in Tharandt und Zittau/Görlitz. Es verfolgt ausschließlich und unmittelbar gemeinnützige Zwecke. Nach der Akademischen Speiseanstalt in Halle (gegründet am 8. Juli 1918) und   dem Verein „Studentenwohl“ in Bonn (gegründet am 19. September 1919) ist es das älteste Studentenwerk in Deutschland. Insgesamt werden über 43.000 Studenten in acht Hochschulen betreut (Stand: Dezember 2019). Die größten betreuten Hochschulen sind die Technische Universität Dresden mit etwa 32.400 Studenten (Stand: November 2018), die Hochschule für Technik und Wirtschaft Dresden mit etwa 5000 Studenten (Stand: Dezember 2019) und die Hochschule Zittau/Görlitz mit 3000 Studenten (Stand: Dezember 2019).

## Geschichte
Am 4. Dezember 1919 wurde die Hochschul-Wirtschaftsgenossenschaft e.G.m.b.H. von Studenten und Hochschullehrern gegründet, um die wirtschaftliche Situation der Studenten nach dem Ersten Weltkrieg zu verbessern. Diese Genossenschaft ging aus der bereits am 26. Oktober 1919 in der Aula der TH Dresden ins Leben gerufenen Hochschul-Einkaufs- und Konsumgenossenschaft hervor und war damit die erste Einrichtung dieser Art in Deutschland.
In den späten 1920er Jahren gingen aus der Selbsthilfeeinrichtung das Studentenwerk Dresden und das Deutsche Studierendenwerk hervor. Beide wurden im Zuge der Gleichschaltung im Jahr 1933 in das Reichsstudentenwerk zwangsintegriert und in größeren Teilen aufgelöst.
Nach dem Zweiten Weltkrieg gab es Bestrebungen zur Wiedergründung des Dresdner Studentenwerks, die zunächst ohne Erfolg blieben. Bis zur Deutschen Wiedervereinigung wurden die sozialen Aufgaben durch die Hochschulen selbst wahrgenommen. 
Die Neugründung des Studentenwerks Dresden, als Anstalt des öffentlichen Rechts erfolgte zum 1. Juli 1991, nachdem Rudolf Pörtner einen Monat zuvor Geschäftsführer geworden ist. Geschäftsführer war von Januar 2010 bis Mai 2021 Martin Richter. Anfang Juni 2021 wurde Udo Lehmann kommissarischer Geschäftsführer.
Den Verwaltungsratsvorsitz hatte bis 2016 traditionell der Rektor der TU Dresden inne. Ab 2017 gab es in Dresden mit Matthias Lüth erstmals einen studentischen Vorsitzenden des Verwaltungsrats. Seit dem 28. Februar 2022 ist Roswitha Böhm in Vertretung für die Rektorin der TU Dresden Ursula Staudinger Vorsitzende des Verwaltungsrats.
Rechtliche Grundlage war zunächst das Sächsische Studentenwerksgesetz, ab 1999 das Sächsische Hochschulgesetz. Heutige Grundlage ist Teil 10 des Sächsischen Hochschulgesetzes vom 31. Mai 2023.

## Aufgaben
Aufgabe des Studentenwerks ist die soziale, wirtschaftliche, gesundheitliche und kulturelle Betreuung und Förderung der Studenten insbesondere durch den Betrieb von Studentenwohnheimen und Verpflegungseinrichtungen. Es berücksichtigt im Rahmen seiner finanziellen Leistungsfähigkeit die besonderen Bedürfnisse von Studenten mit Kindern, behinderten Studenten und ausländischen Studenten und fördern die Vereinbarkeit von Studium und Familie. Zudem obliegt ihm die staatliche Ausbildungsförderung. Es kann mit Genehmigung des Staatsministeriums für Wissenschaft und Kunst weitere Aufgaben, wie die Kantinenversorgung von Landesbediensteten und Schülern sowie den Betrieb von Kindertagesstätten für die Hochschulen, übernehmen, soweit dies wirtschaftlich zweckmäßig und die Finanzierung gesichert ist. (§ 109 SächsHSFG)
Das Studentenwerk stellt preisgünstige, studentische Verpflegung in insgesamt 10 Produktionsmensen, 6 Ausgabemensen und 4 selbständigen Cafeterien, darunter mit der Alten Mensa die nach eigenen Angaben älteste Mensa in Deutschland. Dabei werden jährlich über zwei Millionen Mahlzeiten ausgeteilt. Es versorgt Studenten und insbesondere Erstsemester mit Wohnraum. Das Studentenwerk betreibt 41 Wohnheime mit 6697 Plätzen (Stand: 2016), davon (mit Stand: 2017) 29 Häuser in Dresden, drei in Tharandt, sieben in Zittau und eins in Görlitz. Die Zimmer in den Wohnheimen sind zum überwiegenden Teil möbliert. Für kurzzeitige Aufenthalte in Dresden stellt das Studentenwerk Unterkünfte im Internationalen Gästehaus bereit. Das Gästehaus in der Hochschulstraße 50 wurde 2006 komplett saniert und bietet nun in insgesamt 310 Zimmern Übernachtungsplätze für die Gäste der Dresdner Hochschulen oder für Freunde und Verwandte von Studenten.
Zu den weiteren Tätigkeitsfeldern des Studentenwerks Dresden zählen die Beratung zu Fragen der Studienfinanzierung, die Bearbeitung von BAföG-Anträgen und die Bearbeitung von Anträgen auf Umzugsbeihilfe der Stadt Dresden. Das Studentenwerk bietet kostenlose soziale Dienstleistungen für Studenten an, wie z. B. die Rechtsberatung und die psychosoziale Beratung. Es bietet außerdem Hilfestellungen für Studenten mit Handicaps, für Studenten aus dem Ausland oder Studenten in Notlagen. Zusätzlich betreibt das Studentenwerk zwei Kindertagesstätten mit 250 Plätzen und seit 2007 in Partnerschaft mit der TU Dresden das Campusbüro „Uni mit Kind“.
Die Förderung studentischer Kultur ist ein weiteres Arbeitsfeld. Ein Schwerpunkt liegt dabei auf der Betreuung der Studentenclubs in Dresden, Tharandt, Zittau und Görlitz. Weiterhin betreibt das Studentenwerk eine studentische Galerie, vermietet Räume an Bands und Künstler und bietet jedes Semester ein umfangreiches Programm an künstlerischen und studienfördernden Kursen an.
Insgesamt 590 Mitarbeiter (Stand 2016, zum Vergleich (2007): 488 Mitarbeiter, davon 211 in Teilzeit) erwirtschaften einen Umsatz von über 30 Millionen Euro jährlich. Neben diesen eigenen Umsätzen finanziert das Unternehmen seine Leistungen vor allem aus studentischen Beiträgen – dem sogenannten Studentenwerksbeitrag (Sommersemester 2017: 77,50 €), der als Teil des Semesterbeitrags von den Hochschulen eingezogen wird – und aus Zuschüssen des Landes Sachsen. Das Land Sachsen hat diese Zuschüsse in den letzten Jahren allerdings immer weiter zurückgefahren, was in Konsequenz zu steigenden studentischen Beiträgen geführt hat. Diese Erhöhungen des Studentenwerksbeitrags sorgten teilweise für Unmut bei den betroffenen Studenten, wurden aber immer auch von den studentischen Mitgliedern des Verwaltungsrates des Studentenwerks Dresden mit getragen.

## Betriebe gewerblicher Art
Das Studentenwerk betreibt zur Förderung der Studenten- und Jugendhilfe, der Förderung der Weltoffenheit, der Toleranz auf allen Gebieten der Kultur und des Völkerverständigungsgedankens sowie der Wohlfahrtspflege, insbesondere der sozialen und kulturellen Betreuung und Förderung der Studenten:
- Beratung (psychosoziale, Rechts- und Sozialberatung, Studienfinanzierungsberatung, spezifische Beratung behinderter, chronisch kranker, ausländischer und Studenten mit Kind sowie entsprechende Unterstützungsangebote und Dienstleistungen),
- Gesundheitsförderung (Maßnahmen zur Gesundheitsförderung der Studenten und entsprechende Dienstleistungsangebote),
- Hochschulgastronomie (Versorgung der Studenten mit Speisen und Getränken zu besonders günstigen Preisen sowie, im Sinne der Jugendhilfe, durch entsprechende Gemeinschaftsverpflegungsangebote),
- Informations- und Orientierungsangebote (zu studentenspezifischen Themen sowie durch entsprechende Veranstaltungen und Publikationen),
- Internationales (Förderung und Unterbreitung internationaler und interkultureller Angebote für Studenten, durch Angebote und Dienstleistungen zur Beratung und Betreuung ausländischer Studenten sowie durch die Förderung der Auslandsmobilität inländischer Studenten),
- Kinderbetreuung (Errichtung, die Unterhaltung und den Betrieb von Kinderbetreuungseinrichtungen, Betreuungsangebote für die Hochschulen und zur Förderung der Vereinbarkeit von Studium und Familie, insbesondere durch Hilfe für und Förderung von Studenten mit Kindern im Kleinkind- und Vorschulalter),
- Kultur (Bereitstellung von Räumen für die Studenten, den Betrieb oder die Förderung von Studentenhäusern und -clubs, die Förderung künstlerischer Gruppen, studentischer Veranstaltungen, von Projekten und Initiativen sowie entsprechende Programme),
- Sozialfonds (Gewährung von Beihilfen und Darlehen an Studenten, Verwaltung des Sozialfonds) und
- Studentisches Wohnen (Errichtung und die Unterhaltung, die Überlassung von preisgünstigem Wohnraum an Studenten, die Vermittlung von studentischem Wohnraum, das Betreuungsangebot in den Wohnheimen und die Nutzung von Räumlichkeiten für Zwecke der Studenten- und Jugendhilfe).